# فهرست ستارگان در ستاره‌نمای هیپارکوس

طرح شبه مستطیلی میل ستاره‌های با قدر ظاهری روشن تر از ۵ بر اساس ستاره نمای هیپارکوس، که بر اساس نوع طیفی و قدر ظاهری و صورت فلکی و جهان پرهون (دائرةالبروج) نوین رمزنگاری شده است.

این فهرستی از برخی از درخشان‌ترین ستاره‌های ستاره نمای هیپارکوس است. (به انگلیسی: Hipparcos Index Catalogue) (HIP). اعداد شناسانه‌اند.(اعداد HIP).

## HIP 1 - 10000
- ۶۷۷: α Andromedae (آلفرتز, Sirrah)
- ۷۴۶: β ذات‌الکرسی(کف‌الخضیب)
- ۲۰۸۱: α Phoenicis (ستاره عنقا)
- ۳۱۷۹: α ذاتالکرسی(چدر)
- ۳۴۱۹: β Ceti (دانوب کیتوس, Diphda)
- ۴۴۲۷: γ ذات‌الکرسی(تیش)
- ۵۴۴۷: β Andromedae (میراچ)
- ۷۵۸۸: α جوی(Eridani) (آچرنر)
- ۸۱۰۲: τ نهنگ(دور منتور)
- ۹۶۴۰: γ Andromedae (آلمش)
- ۹۸۸۴: α بره (Hamal, Elnath)

## HIP 10001 - 20000
- ۱۰۸۲۶: ο Ceti (Mira)
- ۱۱۷۶۷: α خرس کوچک(Ursae Minoris) (ستاره قطبی)
- ۱۴۵۷۶: β پرساوش(Persei) (Algol)
- ۱۵۸۶۳: α پرساوش(Persei) (Mirfak, Algenib)
- ۱۶۵۳۷: ε جوی(Eridani) (Sadira)

## HIP 20001 - 30000
- ۲۱۴۲۱: α برج ثور(Tauri) (دبران)
- ۲۴۴۳۶: β منظومه جبار یا النسق(Orionis) (Rigel)
- ۲۴۶۰۸: α ارابه ران(Aurigae) (سروش)
- ۲۵۳۳۶: γ منظومه جبار یا النسق(Orionis) (Bellatrix)
- ۲۵۴۲۸: β برج ثور(Tauri) (Elnath)
- ۲۵۹۳۰: δ منظومه جبار یا النسق(Orionis) (Mintaka)
- ۲۶۳۱۱: ε منظومه جبار یا النسق(Orionis) (Alnilam)
- ۲۶۷۲۷: ζ منظومه جبار یا النسق(Orionis) (Alnitak)
- ۲۷۳۶۶: κ منظومه جبار یا النسق(Orionis) (Saiph)
- ۲۷۹۸۹: α منظومه جبار یا النسق(Orionis) (Betelgeuse)
- ۲۸۳۶۰: β ارابه ران(Aurigae)(Menkalinan)

## HIP 30001 - 40000
- ۳۰۳۲۴: β سگ بزرگ(Canis Majoris) (Mirzam, Murzim)
- ۳۰۴۳۸: α کارینا (سهیل)
- ۳۱۶۸۱: γ Geminorum (Alhena)
- ۳۲۳۴۹: α سگ بزرگ(Canis Majoris) (Sirius)
- ۳۳۵۷۹: ε سگ بزرگ(Canis Majoris) (Adhara)
- ۳۴۴۴۴: δ سگ بزرگ(Canis Majoris) (Wezen)
- ۳۵۷۹۳: VY Canis Majoris (بزرگ‌ترین ستارهٔ شناخته شده)
- ۳۵۹۰۴: η سگ بزرگ(Canis Majoris) (Aludra)
- ۳۶۸۵۰: α Geminorum (Castor)
- ۳۷۲۷۹: α سگ بزرگ(Canis Majoris) (Procyon)
- ۳۷۸۲۶: β Geminorum (Pollux)
- ۳۹۴۲۹: ζ Puppis (Naos)
- ۳۹۹۵۳: γ Velorum (Suhail, Regor)

## HIP 40001 - 50000
- ۴۱۰۳۷: ε شاه‌تخته(Carinae) (Avior)
- ۴۲۹۱۳: δ بادبان(Velorum) (Koo She)
- ۴۴۸۱۶: λ بادبان(Velorum)(Suhail)
- ۴۵۲۳۸: β شاه‌تخته(Carinae)(Miaplacidus)
- ۴۵۹۴۱: κ بادبان(Velorum)(Markab)
- ۴۵۵۵۶: ι شاه‌تخته(Carinae)(Aspidiske, Scutulum, Turais)
- ۴۶۳۹۰: α Hydrae (Alphard)
- ۴۹۶۶۹: α Leonis (Regulus(نخو))

## HIP 50001 - 60000
- ۵۰۵۸۳: γ Leonis (Algieba)
- ۵۳۹۱۰: β خرس بزرگ(Ursae Majoris) (Merak)
- ۵۴۰۶۱: α خرس بزرگ(Ursae Majoris) (Dubhe)
- ۵۷۶۳۲: β Leonis (Denebola)
- ۵۸۰۰۱: γ خرس بزرگ(Ursae Majoris) (Phad, Phecda)
- ۵۹۷۷۴: δ خرس بزرگ(Ursae Majoris) (Megrez)

## HIP 60001 - 70000
- ۶۰۷۱۸: α صلیب(Crucis) (Acrux)
- ۶۱۰۸۴: γ صلیب(Crucis) (Gacrux)
- ۶۱۹۳۲: γ قنطورس(Centauri)(Muhlifein)
- ۶۲۴۳۴: β صلیب(Crucis)(Becrux, Mimosa)
- ۶۲۹۵۶: ε خرس بزرگ(Ursae Majoris) (Alioth)
- ۶۵۴۷۴: α Virginis (Spica)
- ۶۵۳۷۸: ζ خرس بزرگ(Ursae Majoris) (Mizar)
- ۶۵۴۷۷: ۸۰ خرس بزرگ(Ursae Majoris) (Alcor)
- ۶۶۶۵۷: ε قنطورس(Centauri)(Birdun)
- ۶۷۳۰۱: η Ursae Majoris (Alkaid, Benetnash)
- ۶۸۷۰۲: β قنطورس(Centauri)(Hadar, Agena)
- ۶۸۷۵۶: α Draconis (Thuban)
- ۶۸۹۳۳: θ قنطورس(Centauri)(Menkent)
- ۶۹۶۷۳: α گاروان(Boötis) (Arcturus)

## HIP 70001 - 80000
- ۷۰۸۹۰: Proxima Centauri (نزدیک‌ترین ستاره)
- ۷۲۱۰۵: ε گاوران(Boötis) (Izar)
- ۷۱۳۵۲: η قنطورس(Centauri) (Marfikent)
- ۷۱۶۸۱: α قنطورس(Centauri) B (Rigil Kentaurus, Rigel Kent, Toliman)
- ۷۱۶۸۳: α قنطورس(Centauri) A (Rigil Kentaurus, Rigel Kent, Toliman)
- ۷۱۸۶۰: α Lupi (Men)
- ۷۲۶۰۷: β خرس بزرگ(Ursae Majoris) (Kochab)
- ۷۶۲۶۷: α Coronae Borealis (Alphecca, Gemma)
- ۷۸۴۰۱: δ Scorpii (Dschubba)

## HIP 80001 - 90000
- ۸۰۷۶۳: α Scorpii (Antares)
- ۸۲۲۷۳: α Trianguli Australis (Atria)
- ۸۲۳۹۶: ε Scorpii (Wei)
- ۸۴۰۱۲: η Ophiuchi (Sabik)
- ۸۵۹۲۷: λ Scorpii (Shaula)
- ۸۶۰۳۲: α Ophiuchi (Rasalhague, Ras Alhague)
- ۸۶۲۲۸: θ Scorpii (Sargas, Girtab)
- ۸۶۶۷۰: κ Scorpii(Girtab)
- ۸۷۸۳۳: γ Draconis (Etamin)

## HIP 90001 - 100000
- ۹۰۱۸۵: ε Sagittarii (Kaus Australis)
- ۹۱۲۶۲: α Lyrae (Vega)
- ۹۲۸۵۵: σ Sagittarii (Nunki)
- ۹۳۳۰۸: η Carinae (Tseen She, Foramen)
- ۹۵۹۴۷: β Cygni A (Albireo)
- ۹۷۶۴۹: α Aquilae (Altair)
- ۹۹۲۴۰: δ Pavonis (بهترین ستارهٔ هدف SETI)

## HIP 100001 - 110000
- ۱۰۰۴۵۳: γ Cygni (Sadr)
- ۱۰۰۷۵۱: α Pavonis (Peacock)
- ۱۰۲۰۹۸: α Cygni (Deneb, Arided, Aridif)
- ۱۰۲۴۸۸: ε Cygni (Gienah)
- ۱۰۴۳۸۲: σ Octantis (South Star)
- ۱۰۵۱۹۹: α Cephei (Alderamin)
- ۱۰۷۲۵۹: μ Cephei (Herschel's Garnet Star)
- ۱۰۷۳۱۵: ε Pegasi (Enif)
- ۱۰۹۲۶۸: α شن(Gruis) (Alnair)

## HIP 110001 - 120000
- ۱۱۲۱۲۲: β شن(Gruis)(Gruid)
- ۱۱۳۳۶۸: α Piscis Austrini (Fomalhaut)
- ۱۱۳۸۸۱: β اسب بالدار(Pegasi)(Scheat)
- ۱۱۳۹۶۳: α اسب بالدار(Pegasi) (Markab, Marchab)
- ۱۱۸۳۲۲: ε Tucanae (آخرین ستارهٔ فهرست هیپاروس)